# Ustawa o działalności pożytku publicznego i o wolontariacie
Ustawa z dnia 24 kwietnia 2003 r. o działalności pożytku publicznego i o wolontariacie – ustawa regulująca działalność pożytku publicznego, w tym (ale nie tylko) organizacji pożytku publicznego (OPP), oraz sposób sprawowania nadzoru nad działalnością pożytku publicznego. Ustawa zawiera także prawną regulacją warunków realizacji świadczeń przez wolontariuszy i sposób korzystania z tych świadczeń.

## Nowelizacje
Ustawę znowelizowano wielokrotnie. Ostatnia zmiana weszła w życie w 2024 roku.